# دانشگاه ایالتی کلرادو
دانشگاه ایالتی کلرادو (به انگلیسی: Colorado State University) یک دانشگاه تحقیقاتی دولتی در فورت کالینز واقع در ایالت کلرادو آمریکا است که در سال ۱۸۷۰ میلادی بنیان‌نهاده شده‌است. این دانشگاه، بر اساس سیاست‌های اهدای زمین از سوی دولت آمریکا برای فعالیت‌های آموزشی تأسیس شده‌است.
بر اساس آمارها از آخرین وضعیت ثبت‌نام دانشجویان، حدود ۳۷۰٬۰۰۰ دانشجو شامل دانشجویان ساکن در خوابگاه‌های دانشگاه و سایر دانشجویان در این دانشگاه حضور دارند. این دانشگاه دارای ۱٬۵۴۰ عضو هیئت علمی در قالب هشت دانشکده و ۵۵ گروه آموزشی است. دوره آموزش کارشناسی در ۶۵، دوره کارشناسی ارشد در ۵۵ و دوره دکتری تخصصی در ۴۰ رشته در این دانشگاه وجود دارد. همچنین یک دوره حرفه‌ای تحصیلی در رشته دامپزشکی در این دانشگاه تدریس می‌شود.
در سال مالی ۲۰۱۲، دانشگاه ایالتی کلرادو مبلغ ۳۷۵٫۹ میلیون دلار در بخش تحقیق و توسعه خرج کرد و حائز رتبه ۶۰-ام در رتبه‌بندی کشوری دانشگاه‌ها و ۳۴-ام جهانی (به استثنای رشته‌های پزشکی) شد.

## تاریخچه
دانشگاه ایالتی کلرادو مؤسسه‌ای بنا شده بر اساس سیاست‌های اهدای زمین از سوی دولت آمریکا برای فعالیت‌های آموزشی است که بر اساس نظام طبقه‌بندی کارنگی، دانشگاهی پژوهش‌محور محسوب می‌شود. این دانشگاه در ابتدا به صورت دانشکده کشاورزی کلرادو در سال ۱۸۷۰ تأسیس شد؛ شش سال پیش از آن که کلرادو به صورت ایالتی مستقل در آید. این دانشکده یکی از ۶۸ دانشکده‌ای بود که بر اساس قوانین «تخصیص زمین برای احداث مراکز دانشگاهی» در سال ۱۸۶۲ که به قوانین Morrill Act مشهور است، بنا نهاده شد. نخستین ورودی‌های این دانشکده در سال ۱۸۷۹ وارد این دانشکده شدند.

### سال‌های نخستین تأسیس
با گذشت چندی از تصویب قوانین موریل اکت در آمریکا، فرماندار وقت قلمرو کلرادو یعنی ادوارد ام. مک‌کوک نیز در نهایت در سال ۱۸۷۰ آن را امضاء کرد. در طول اولین سال امضای این قانون، طرح تأسیس دانشکده تنها بر روی کاغذ بود. در سال‌های بعدی نیز در حالی که هیئتی ۱۲ نفره از متولیان خرید و مدیریت املاک، بنای ساختمان‌ها، تأسیس قانون اساسی برای مدیریت بخش‌های دانشکده و استخدام سازندگان دانشکده تشکیل شده بود، به علت کمبود منابع مالی، قوه مقننه ایالتی به دفعات دستور توقف ساخت و ساز را صادر کرد.
نخستین بخش از زمین دانشگاه به مساحت ۱۲۰٬۰۰۰ متر مربع برای تأسیس محوطه دانشگاهی در سال ۱۸۷۱ توسط روبرت دازل تخصیص داده شد. در سال ۱۸۷۲ شرکت به‌سازی زمین‌های محلی «لامیر» در ساخت دومین بخش دانشکده به مساحت ۳۲۰٬۰۰۰ متر مربع مشارکت کرد. نخستین کمک‌هزینه از سوی قوه مقننه ایالتی برای ساخت و ساز دانشکده به مبلغ ۱۰۰۰ دلار نهایتاً در سال ۱۸۷۴ تخصیص داده شد. خبری از کمک‌های مالی ایالتی آنچنانی نبود، ولی در هر صورت با درایت متولیان ساخت دانشکده و روی آوردن آن‌ها به کمک‌های مردمی و مؤسسات بازرگانی محلی، در نهایت کار تأسیس دانشکده به سرانجام رسید و بخش‌های مختلف دانشکده در سال‌های ابتدایی در ساختمان‌ها و مراکز محلی و بومی ایالت مستقر شد.